# Al Harrington
Albert „Al” Harrington (ur. 17 lutego 1980 w Orange) – amerykański koszykarz, występujący na pozycji silnego skrzydłowego, wybrany do NBA bezpośrednio po ukończeniu szkoły średniej.
Harrington uczył się w szkole średniej St. Patrick High School, gdzie podczas swojej całej kariery szkolnej zdobył łącznie 1307 punktów i 1104 zbiórki (rekord szkoły). W 1998 wystąpił w meczu wschodzących gwiazd - Nike Hoop Summit oraz McDonald’s All-American, został też wybrany graczem roku według Gatorade.
W 1998 został wybrany z 25 numerem w drafcie przez Indiana Pacers. Spędził tam sześć sezonów, zazwyczaj wchodząc z ławki. W sezonie 2001/02 zdobywał w 44 meczach średnio 13,1 punktów i 6,3 zbiórek. Jednak kontuzja kolana, którą doznał podczas meczu przeciwko Boston Celtics, wykluczyła go z reszty sezonu. W sezonie 2003/04 zdobywał 13,3 punktów oraz 6,4 zbiórek na mecz i uzyskał drugie miejsce w głosowaniu na najlepszego rezerwowego.
15 lipca 2004 został wymieniony do Atlanta Hawks w zamian za Stephena Jacksona. Grał tam przez dwa sezony, występując w pierwszej piątce.
22 sierpnia 2006 został wymieniony do Indiany za przyszły wybór w drafcie.
W trakcie sezonu, po rozegraniu 36 meczów w barwach Indiany został wymieniony razem ze Stephenem Jacksonem, Šarūnasem Jasikevičiusem oraz Joshem Powellem do Golden State Warriors w zamian za Troya Murphy’ego, Mike'a Dunleavy, Ike Diogu oraz Keitha McLeoda. Występował tam zazwyczaj w pierwszej piątce swojej drużyny.
W trakcie sezonu 2008/09 został wymieniony przez Golden State za Jamala Crawforda do New York Knicks. 31 października 2009 r. ustanowił swój rekord życiowy, zdobywając 42 punkty w meczu przeciwko Philadelphia 76ers. 10 sierpnia 2012 roku trafił do Orlando Magic. 2 sierpnia 2013, po rozegraniu zaledwie 10 meczów przez cały sezon w barwach Magic, został przez nich zwolniony. 14 sierpnia 2013 podpisał roczny kontrakt z Washington Wizards.

## Statystyki w NBA
Na podstawie Basketball-Reference.com (ang.)

### Sezon regularny
| Sezon   | Drużyna      | M   | S5  | MPG  | FG%   | 3P%   | FT%   | RPG | APG | SPG | BPG | PPG  |
| ------- | ------------ | --- | --- | ---- | ----- | ----- | ----- | --- | --- | --- | --- | ---- |
| 1998/99 | Indiana      | 21  | 0   | 7,6  | 32,1% | 0,0%  | 60,0% | 1,9 | 0,2 | 0,2 | 0,1 | 2,1  |
| 1999/00 | Indiana      | 50  | 0   | 17,1 | 45,8% | 23,5% | 70,3% | 3,2 | 0,8 | 0,5 | 0,2 | 6,6  |
| 2000/01 | Indiana      | 78  | 38  | 24,3 | 44,4% | 14,3% | 65,6% | 4,9 | 1,7 | 0,8 | 0,2 | 7,5  |
| 2001/02 | Indiana      | 44  | 1   | 29,8 | 47,5% | 33,3% | 79,9% | 6,3 | 1,2 | 0,9 | 0,5 | 13,1 |
| 2002/03 | Indiana      | 82  | 37  | 30,1 | 43,4% | 28,3% | 77,0% | 6,2 | 1,5 | 0,9 | 0,4 | 12,2 |
| 2003/04 | Indiana      | 79  | 15  | 30,9 | 46,3% | 27,3% | 73,4% | 6,4 | 1,7 | 1,0 | 0,3 | 13,3 |
| 2004/05 | Atlanta      | 66  | 66  | 38,6 | 45,9% | 21,6% | 67,2% | 7,0 | 3,2 | 1,3 | 0,2 | 17,5 |
| 2005/06 | Atlanta      | 76  | 76  | 36,6 | 45,2% | 34,6% | 69,4% | 6,9 | 3,1 | 1,1 | 0,2 | 18,6 |
| 2006/07 | Indiana      | 36  | 36  | 33,6 | 45,8% | 45,8% | 71,3% | 6,3 | 1,4 | 0,7 | 0,3 | 15,9 |
| 2006/07 | Golden State | 42  | 42  | 32,3 | 45,6% | 41,7% | 68,1% | 6,4 | 2,3 | 1,0 | 0,3 | 17,0 |
| 2007/08 | Golden State | 81  | 59  | 27,0 | 43,4% | 37,5% | 77,4% | 5,4 | 1,6 | 0,9 | 0,2 | 13,6 |
| 2008/09 | Golden State | 5   | 5   | 33,2 | 32,9% | 39,3% | 50,0% | 5,6 | 2,0 | 1,4 | 0,0 | 12,4 |
| 2008/09 | New York     | 68  | 51  | 35,0 | 44,6% | 36,2% | 80,4% | 6,3 | 1,4 | 1,2 | 0,3 | 20,7 |
| 2009/10 | New York     | 72  | 15  | 30,5 | 43,5% | 34,2% | 75,7% | 5,6 | 1,5 | 0,9 | 0,4 | 17,7 |
| 2010/11 | Denver       | 73  | 3   | 22,8 | 41,6% | 35,7% | 73,5% | 4,5 | 1,4 | 0,5 | 0,1 | 10,5 |
| 2011/12 | Denver       | 64  | 1   | 27,5 | 44,6% | 33,3% | 67,6% | 6,1 | 1,4 | 0,9 | 0,2 | 14,2 |
| 2012/13 | Orlando      | 10  | 0   | 11,9 | 35,1% | 26,7% | 75,0% | 2,7 | 1,0 | 0,4 | 0,1 | 5,1  |
| 2013/14 | Washington   | 34  | 0   | 15,0 | 39,6% | 34,0% | 77,1% | 2,4 | 0,8 | 0,4 | 0,0 | 6,6  |
| Razem   |              | 981 | 445 | 28,6 | 44,4% | 35,2% | 72,7% | 5,6 | 1,7 | 0,9 | 0,3 | 13,5 |

### Play-offy
| Sezon | Drużyna      | M  | S5 | MPG  | FG%   | 3P%   | FT%   | RPG | APG | SPG | BPG | PPG  |
| ----- | ------------ | -- | -- | ---- | ----- | ----- | ----- | --- | --- | --- | --- | ---- |
| 2001  | Indiana      | 3  | 0  | 13,3 | 15,4% | 0,0%  | 50,0% | 1,3 | 1,0 | 0,0 | 0,0 | 1,7  |
| 2003  | Indiana      | 6  | 0  | 17,2 | 21,2% | 0,0%  | 66,7% | 3,7 | 0,8 | 1,0 | 0,5 | 3,0  |
| 2004  | Indiana      | 16 | 2  | 26,7 | 42,9% | 40,0% | 54,5% | 6,4 | 0,8 | 1,4 | 0,6 | 9,5  |
| 2007  | Golden State | 11 | 5  | 23,8 | 39,8% | 39,5% | 63,3% | 4,6 | 0,5 | 0,5 | 0,6 | 10,2 |
| 2011  | Denver       | 5  | 0  | 14,0 | 45,5% | 50,0% | 75,0% | 1,4 | 1,0 | 0,6 | 0,0 | 5,6  |
| 2012  | Denver       | 7  | 0  | 23,3 | 32,0% | 28,6% | 66,7% | 4,3 | 0,9 | 0,4 | 0,1 | 9,7  |
| 2014  | Washington   | 7  | 0  | 8,4  | 40,0% | 0,0%  | 71,4% | 2,3 | 0,0 | 0,6 | 0,0 | 2,4  |
| Razem |              | 55 | 7  | 20,4 | 37,4% | 31,7% | 60,5% | 4,2 | 0,7 | 0,8 | 0,4 | 7,3  |

## Rekordy w NBA
| Statystyka            | Data                 | Przeciwko          |
| --------------------- | -------------------- | ------------------ |
| Punkty: 42            | 31 października 2009 | Philadelphia 76ers |
| Zbiórki: 18           | 21 listopada 2006    | Milwaukee Bucks    |
| Asysty: 9             | 4 razy               | —                  |
| Przechwyty: 7         | 31 grudnia 2001      | Miami Heat         |
| Bloki: 4              | 16 lutego 2003       | Atlanta Hawks      |
| Minuty: 54            | 13 marca 2001        | Houston Rockets    |
| Na podstawie: nba.com |                      |                    |